# Vittorio Brambilla
Vittorio Brambilla (Monza, Italija, 11. studenog 1937. – Lesmo, Italija, 26. svibnja 2001.) je bio talijanski vozač automobilističkih utrka. "Gorila iz Monze", kako su ga često zvali, bio je mlađi brat Ernesta Brambille. 

## Početak utrkivanja

### Motociklizam
Vittorio se počeo utrkivati u motociklizmu 1957., te je sljedeće godine osvojio naslov u talijanskom 175cc prvenstvu.

### Talijanska Formula 3
U Formuli 3 počeo se utrkivati 1967., a 1969. je osvojio titulu viceprvaka u Talijanskoj Formuli 3. U istom prvenstvu 1972. osvaja naslov prvaka.

### Europska Formula 2
Od 1970. do 1977. je nastupao u Europskoj Formuli 2, u kojoj je ostvario dvije pobjede 1973. na stazama Salzburgring i Albi, te 1974. na stazi Vallelunga. Najbolji plasman je ostvario 1973. kada je u Marchovim bolidma 712M i 732 za momčad Beta Racing Team, osvojio 35 bodova i 4. mjesto u konačnom poretku vozača.

## Formula 1

### March (1974. − 1976.)

#### 1974.
Brambilla je debitirao u Formuli 1 na Velikoj nagradi Južne Afrike 1974. za momčad March Engineering kao zamjena za Howdena Ganleya. Jedine bodove te sezone je osvojio na Velikoj nagradi Austrije na stazi Österreichring kada je osvojio šesto mjesto.

#### 1975.
Sljedeće 1975. osvojio je bodove u Španjolskoj i Velikoj Britaniji, nakon čega je ostvario jedinu pobjedu u Formuli 1 na Velika nagrada Austrije. Ta je utrka bila prekinuta zbog obilne kiše, te su bodovi bili prepolovljeni. Tako je Brambilla umjesto 9 bodova koliko je pobjeda donosila, dobio 4,5 boda. Iste godine osvojio je svoj jedini pole position u kvalifikacijama za Veliku nagradu Švedske, no u utrci je odustao zbog problema s prijenosnikom.

#### 1976.
U sezoni 1976. jedini bod je osvojio šestim mjestom na Velikoj nagradi Nizozemske.

### Surtees (1977. − 1978.)

#### 1977.
Sljedeće 1977. Brambilla je prešao u momčad Surtees. Na Velikoj nagradi Belgije osvojio je četvrto mjesto, a bodove je još osvajao na Velikoj nagradi Njemačke i Velikoj nagradi Kanade.

#### 1978.
U sezoni 1978. jedini bod je osvojio šestim mjestom na Velikoj nagradi Austrije.

## Ostala natjecanja
Preminuo je u svojoj kući zbog srčanog udara u dobi od 63 godine.

## Rezultati
| Sezona               | Prvenstvo                               | Momčad                        | Šasija              | Motor                     | Utrke | Pobjede | Podiji | Bodovi | Plasman |
| -------------------- | --------------------------------------- | ----------------------------- | ------------------- | ------------------------- | ----- | ------- | ------ | ------ | ------- |
| 1967.                | Talijanska Formula 3                    | ?                             | Birel               | ?                         | ?     | ?       | ?      | ?      | −       |
| 1968.                | XIX Coppa dell'Autodromo di Monza       | Scuderia Picchio Rosso        | Birel               | Ford                      | 1     | 0       | 0      | 0      | −       |
| 1969.                | Francuska Formula 3                     | Scuderia Picchio Rosso        | Birel               | Ford                      | ?     | ?       | ?      | 0      | −       |
| 1969.                | Talijanska Formula 3                    | Scuderia Picchio Rosso        | Birel 69            | Ford                      | ?     | ?       | ?      | ?      | 2.      |
| 1970.                | Talijanska Formula 3                    | Scuderia Ala d'Oro            | Branca              | Ford                      | ?     | ?       | ?      | 0      | −       |
| 1972.                |                                         |                               |                     |                           |       |         |        |        |         |
| Talijanska Formula 3 | Scuderia Italia                         | Birel 71 Brabham BT35 / BT38C | Alfa Romeo Ford     | 10                        | 4     | 7       | 42     | 1.     |         |
| 1974.                | FIA Svjetsko automobilističko prvenstvo | March Engineering             | March 741           | Ford Cosworth DFV 3.0 V8  | 12    | 0       | 0      | 1      | 18.     |
| 1975.                | FIA Svjetsko automobilističko prvenstvo | Beta Team March               | March 741 / 751     | Ford Cosworth DFV 3.0 V8  | 14    | 1       | 1      | 6,5    | 11.     |
| 1976.                | FIA Svjetsko automobilističko prvenstvo | Beta Team March               | March 761           | Ford Cosworth DFV 3.0 V8  | 16    | 0       | 0      | 1      | 19.     |
| 1977.                | FIA Svjetsko automobilističko prvenstvo | Beta Team Surtees             | Surtees TS19        | Ford Cosworth DFV 3.0 V8  | 17    | 0       | 0      | 6      | 16.     |
| 1978.                | FIA Svjetsko automobilističko prvenstvo | Beta Team Surtees             | Surtees TS19 / TS20 | Ford Cosworth DFV 3.0 V8  | 14    | 0       | 0      | 1      | 19.     |
| 1979.                | FIA Svjetsko automobilističko prvenstvo | Autodelta                     | Alfa Romeo 177      | Alfa Romeo 115-12 3.0 F12 | 3     | 0       | 0      | 0      | −       |
| 1980.                | FIA Svjetsko automobilističko prvenstvo | Marlboro Team Alfa Romeo      | Alfa Romeo 179      | Alfa Romeo 1260 3.0 V12   | 2     | 0       | 0      | 0      | −       |

## Vanjske poveznice
- Vittorio Brambilla - Racing Reference
- Vittorio Brambilla - Stats F1
- All Results of Vittorio Brambilla - Racing Sport Cars